# Coupe des clubs champions européens 1957-1958
Navigation
Édition précédente Édition suivante
La Coupe des clubs champions européens 1957-1958 a vu la victoire du Real Madrid CF.
C'est le troisième succès consécutif pour le Real dans cette compétition.
24 équipes de 23 associations de football ont pris part à la compétition qui s'est terminée le 28 mai 1958 par la finale au Stade du Heysel à Bruxelles. Pour la 1re fois dans l'histoire de la compétition, deux clubs issus du même pays - l'Espagne - s'affrontent lors du quart de finale qui oppose le Real Madrid, tenant du titre, et le FC Séville, vice-champion d'Espagne 1957.

## Tour préliminaire
| Équipe 1                | Résultat | Équipe 2                    | Aller | Retour | Appui    |
| ----------------------- | -------- | --------------------------- | ----- | ------ | -------- |
| Séville FC              | 3 - 1    | SL Benfica                  | 3 - 1 | 0 - 0  | -        |
| Århus GF 1880           | 3 - 0    | Glenavon FC                 | 0 - 0 | 3 - 0  | -        |
| CDNA Sofia              | 3 - 7    | Vasas SC                    | 2 - 1 | 1 - 6  | -        |
| WKS Gwardia Varsovie    | 4 - 4    | SC Wismut Karl-Marx-Stadt   | 3 - 1 | 1 - 3  | 1 - 1 ap |
| Shamrock Rovers FC      | 2 - 9    | Manchester United FC        | 0 - 6 | 2 - 3  | -        |
| Stade Dudelange         | 1 - 14   | FK Étoile rouge             | 0 - 5 | 1 - 9  | -        |
| Rangers FC              | 4 - 3    | AS Saint-Étienne            | 3 - 1 | 1 - 2  | -        |
| AC Milan                | 10 - 8   | SC Rapid                    | 4 - 1 | 2 - 5  | 4 - 2    |
| IFK Norrköping          | exempté  |                             |       |        |          |
| Royal Anvers FC         | exempté  |                             |       |        |          |
| BV Borussia 09 Dortmund | exempté  |                             |       |        |          |
| BSC Young Boys          | exempté  |                             |       |        |          |
| AFC Ajax                | exempté  |                             |       |        |          |
| CCA                     | exempté  |                             |       |        |          |
| VTJ Dukla Prague        | exempté  |                             |       |        |          |
| Real Madrid CF          | exempté  | en tant que tenant du titre |       |        |          |

1. ↑  Match retour à Belfast
2. ↑  Match d'appui arrêté en cours de prolongation à cause d'une panne d'éclairage. Qualification grâce au tirage au sort
3. ↑  Match retour à Aue
4. ↑  Match à Berlin
5. ↑  Match aller à Luxembourg
6. ↑  Match à Zurich

## Huitièmes de finale
| Équipe 1                  | Résultat | Équipe 2         | Aller | Retour | Appui |
| ------------------------- | -------- | ---------------- | ----- | ------ | ----- |
| Royal Anvers FC           | 1 - 8    | Real Madrid CF   | 1 - 2 | 0 - 6  | -     |
| Séville FC                | 4 - 2    | Århus GF 1880    | 4 - 0 | 0 - 2  | -     |
| SC Wismut Karl-Marx-Stadt | 1 - 4    | AFC Ajax         | 1 - 3 | 0 - 1  | -     |
| BSC Young Boys            | 2 - 3    | Vasas SC         | 1 - 1 | 1 - 2  | -     |
| Manchester United FC      | 3 - 1    | VTJ Dukla Prague | 3 - 0 | 0 - 1  | -     |
| IFK Norrköping            | 3 - 4    | FK Étoile rouge  | 2 - 2 | 1 - 2  | -     |
| BV Borussia 09 Dortmund   | 8 - 6    | CCA              | 4 - 2 | 1 - 3  | 3 - 1 |
| Rangers FC                | 1 - 6    | AC Milan         | 1 - 4 | 0 - 2  | -     |

1. ↑  Match aller à Aue
2. ↑  Match aller à Genève
3. ↑  Match à Bologne

## Quarts de finale
| Équipe 1                | Résultat | Équipe 2        | Aller | Retour |
| ----------------------- | -------- | --------------- | ----- | ------ |
| Real Madrid CF          | 10 - 2   | Séville FC      | 8 - 0 | 2 - 2  |
| AFC Ajax                | 2 - 6    | Vasas SC        | 2 - 2 | 0 - 4  |
| Manchester United FC () | 5 - 4    | FK Étoile rouge | 2 - 1 | 3 - 3  |
| BV Borussia 09 Dortmund | 2 - 5    | AC Milan        | 1 - 1 | 1 - 4  |

1. ↑  L'équipe de Manchester aura un accident d'avion en revenant de Belgrade: voir Crash aérien de Munich 1958

## Demi-finales
| Équipe 1                | Résultat | Équipe 2 | Aller | Retour |
| ----------------------- | -------- | -------- | ----- | ------ |
| Real Madrid CF          | 4 - 2    | Vasas SC | 4 - 0 | 0 - 2  |
| Manchester United FC () | 2 - 5    | AC Milan | 2 - 1 | 0 - 4  |

## Finale
| Entraîneur :   |
| Luis Carniglia |

| Entraîneur :   |
| Giuseppe Viani |

| Entraîneur :   |
| Luis Carniglia |

| Entraîneur :   |
| Giuseppe Viani |

## Meilleurs buteurs
- Statistiques officielles de l'UEFA

| Rang | Buteur             | Club            | Buts |
| ---- | ------------------ | --------------- | ---- |
| 1    | Alfredo Di Stéfano | Real Madrid CF  | 10   |
| 2    | Bora Kostić        | FK Étoile rouge | 9    |
| 3    | Lajos Csordás      | Vasas SC        | 8    |